# John Spelman (juge)
Sir John Spelman (mort en 1546) est un juge anglais de Norfolk, connu pour ses rapports juridiques,.

## Biographie
Né vers 1480, John est le quatrième fils et plus jeune fils d'Henry Spelman, de Bekerton (mort en 1496), avocat et juge, et d'Ela, fille de William Narborough, de Narborough.
Ses ancêtres sont originaires du Hampshire, où ils détenaient la seigneurie de Brockenhurst avant 1272 avant de déménager à Norfolk où ils acquièrent la seigneurie de Bekerton.
John Spelman épouse Elizabeth Frowick, fille et cohéritière de Sir Henry Frowick (mort en 1527) et d'Anne Knollys. John et Anne ont treize fils et sept filles.

## Carrière

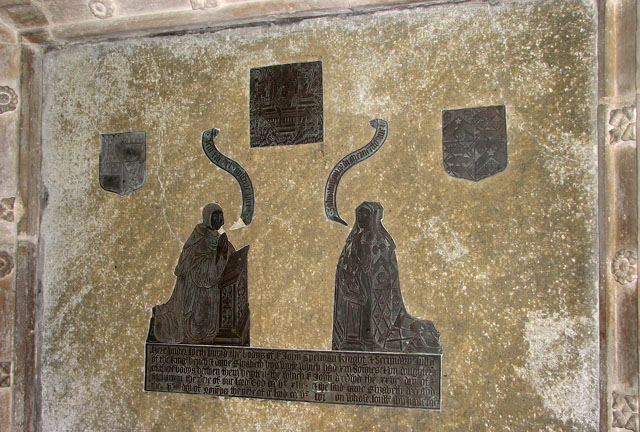
Mémorial de Sir John Spelman dans l'église de Narborough

Il étudie le droit à Gray's Inn dans les années 1500, où il devient d'abord lecteur puis serjeant-at-Law dans l'ordre des barrister en 1521 avant d'obtenir le poste de recorder de Norwich (sorte de juge à temps partiel à la cour) que détenait son père avant lui. En 1526, il est promu serjeant du roi puis, juge du banc du roi assermenté par le lord chancelier, Sir Thomas More en 1531. Il est fait chevalier en 1532, siège comme juge d'assises dans différentes régions puis à Westminster Hall partir de 1540.
À la mort de son demi-frère Thomas Shouldham, il hérite du domaine de Narborough où il s'installe dans la résidence de Narborough Hall. En 1537, il obtient le manoir de Gracys à Narborough.
Il meurt le 26 janvier 1546 et est enterré à Narborough où son mémorial est encore visible.

## Documents juridiques
La renommée de Spelman vient de sa compilation de documents juridiques, que ce soit des transcriptions de jugements auxquels il a assisté ou de conférences et séminaires tenus à Gray's Inn. À partir de 1521, il couvre principalement les affaires de la Cour des plaids-communs puis, à partir de 1531, celles de la Cour du banc du Roi. Il a également synthétisé des débats sur des points de droit, des conférences juridiques et rédigé des comptes-rendus d'affaires dont, notamment, les procédures à l'encontre du cardinal Wolsey en 1530, les procès de l'évêque John Fisher et de Sir Thomas More en 1535, le procès et l'exécution de la reine Anne Boleyn en 1536 et le procès de Lord Dacre en 1541.